# Tvillingtjärnarna (Jokkmokks socken, Lappland, 735729-171662)
Tvillingtjärnarna är en sjö i Jokkmokks kommun i Lappland och ingår i Luleälvens huvudavrinningsområde.